# Lagord
Lagord ist eine westfranzösische Gemeinde mit 7594 Einwohnern (Stand 1. Januar 2022) im Département Charente-Maritime in der Region Nouvelle-Aquitaine. Sie gehört zum Arrondissement La Rochelle und zum Kanton Lagord. Die Bewohner nennen sich Lagordaise oder Lagordais.

## Geographie
Die Gemeinde liegt im Ballungsraum nördlich von La Rochelle. Nachbargemeinden sind:
- Nieul-sur-Mer im Norden,
- Puilboreau im Osten,
- La Rochelle im Süden und
- L’Houmeau im Westen.

### Verkehrsanbindung
Die aus La Rochelle nach Norden führende Départementsstraße D104 (später D105) durchquert die Gemeinde. An der südlichen Gemeindegrenze verläuft die autobahnähnlich ausgebaute Route nationale N237, die zur Brücke führt, die die Meerenge zur Insel Île de Ré überquert. Knapp außerhalb der südwestlichen Gemeindegrenze liegt der Flughafen La Rochelle - Île de Ré.

## Bevölkerungsentwicklung
| Jahr      | 1968 | 1975 | 1982 | 1990 | 1999 | 2006 | 2016 |
| Einwohner | 4125 | 4061 | 5050 | 5287 | 6456 | 6986 | 7100 |

## Sehenswürdigkeiten
Siehe auch: Liste der Monuments historiques in Lagord
- Prioratskirche Notre-Dame-de-l’Assomption aus dem 12. Jahrhundert